# Royal Victoria Regiment
Le Royal Victoria Regiment est un régiment d'infanterie de l'Armée Australienne, composé de deux bataillons le 5e/6e Bataillon et le 8e/7e Bataillon.

## Histoire
Le régiment a été formé en 1960 à la suite de la fusion de tous les bataillons d'infanterie des Forces militaires citoyennes à Victoria. Le régiment a été formé en 1960 sous le nom de Victoria Régiment dans le cadre de la réorganisation de l'Armée Australienne par la fusion des six régiments d'infanterie existants à Victoria :
- Victorian Scottish Regiment
- Royal Melbourne Regiment
- Melbourne Rifles
- North Western Victorian Regiment
- The Northern Victorian Regiment
- Hume Regiment

Le régiment, rebaptisé Royal Victoria Régiment en 1960, a d'abord été formé de deux bataillons. En 1965, ce nombre a été porté à quatre bataillons, plus une seule compagnie de fusiliers indépendante. Une nouvelle réorganisation dans les années 1970 a vu ces bataillons fusionner avec la structure régimentaire existante. Actuellement, le 5e et 6e Bataillon recrute principalement dans les régions de la ville de Melbourne et des environs, tandis que le 8e et 7e Bataillon est responsable des régions rurales plus larges de Victoria.

## Pipes and Drums
Créée en 1899 dans le cadre du Victorian Scottish Regiment, la 5/6RVR Pipes and Drums est maintenant la fanfare de tous les bataillons du Royal Victoria Regiment.

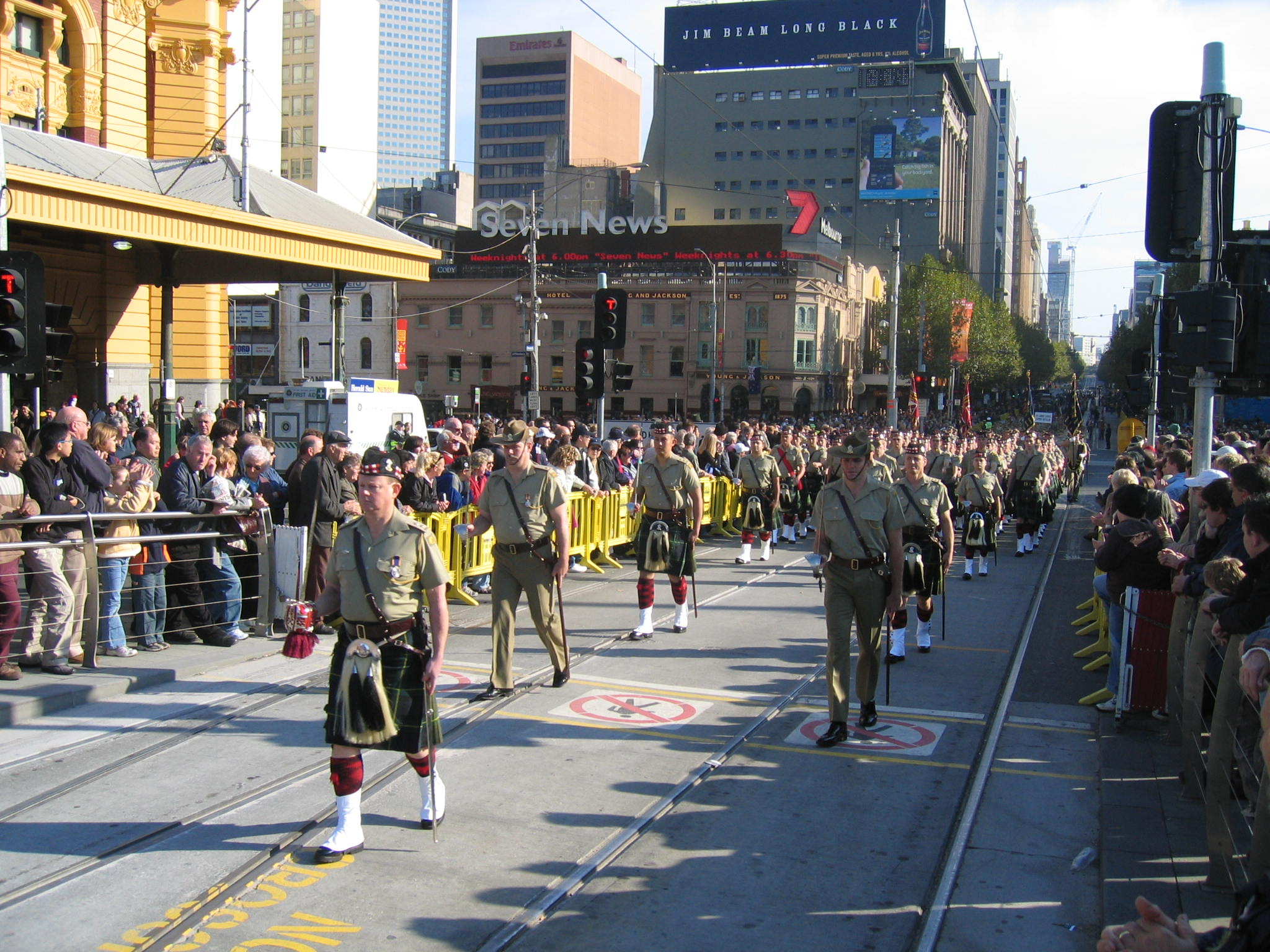
Le Royal Victoria Regiment défilant le long de Swanston Street en passant devant la gare de Flinders Street, dans le cadre du défilé de la Journée ANZAC 2006 à Melbourne.

## Alliances
- Royaume-Uni - Le Régiment Royal des Fusiliers - via le 6e Bataillon (The Royal Melbourne Regiment)
- Royaume-Uni - Le Gordon Highlanders - via le 5e Bataillon (The Victorian Scottish Regiment)
- Canada - Le Lac Supérieur Scottish Regiment - via le 58e/32e Bataillon
- Canada - Le Toronto Scottish Regiment - via Gordon Alliance
- Canada - 48th Highlanders of Canada - via Gordon Alliance
- Afrique du Sud - Cape Town Highlanders Regiment - via Gordon Alliance

8/7e Bataillon, The Royal Victoria Regiment
- Royaume-Uni - The Mercian Regiment
- Canada - The Royal Regiment of Canada

## Source de la traduction
- (en) Cet article est partiellement ou en totalité issu de l’article de Wikipédia en anglais intitulé « Royal Victoria Regiment » (voir la liste des auteurs).